# Keita Takami
Keita Takami (高見 啓太 Takami Keita?, nacido el 30 de julio de 1993 en Hyogo) es un futbolista japonés que juega como centrocampista.
En 2016, Takami se unió al Vanraure Hachinohe.

## Trayectoria

### Clubes
| Club               | País  | Año    |
| ------------------ | ----- | ------ |
| Vanraure Hachinohe | Japón | 2016 - |

## Estadística de carrera

### J. League
| Club               | Año   | J. League | J. League | Copa J. League | Copa J. League | Total | Total |
| Club               | Año   | Part.     | Goles     | Part.          | Goles          | Part. | Goles |
| ------------------ | ----- | --------- | --------- | -------------- | -------------- | ----- | ----- |
| Vanraure Hachinohe | 2019  | 11        | 2         | -              | -              | 11    | 2     |
| Total              | Total | 11        | 2         | 0              | 0              | 11    | 2     |